# 吉田円助

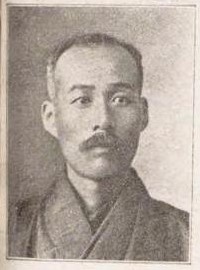
吉田円助

吉田 円助（よしだ えんすけ、1865年1月3日（元治元年12月6日） - 1921年（大正10年）12月30日）は、日本の政治家。衆議院議員（1期）。

## 経歴
福井県出身。農業を営む。福井県会議員、同参事会員、同議長、所得税、営業税審査委員、福井県農工銀行監査役となる。
1912年の第11回衆議院議員総選挙において福井県郡部から立憲国民党公認で立候補して当選した。衆議院議員を1期務め、1915年の第12回衆議院議員総選挙には立候補しなかった。1921年に死去した。